# 秋叶原系
秋叶原系（又称秋葉系）是指主要以东京、秋叶原和大阪日本桥等繁华街道为象征，指“御宅”文化以及围绕“御宅”文化聚集起来的人群们的服装倾向、行动方式等的日本俗语。
虽在1990年后半的男性服装杂志“Men's egg”中能看到将“秋叶原系”表述为感觉到御宅风氛围的服装的记述，但一般认为进入次文化渗透后的2000年代后半期后才确定了定义。

## 概要
秋叶原指在御宅或者宅中，以秋叶原为中心发展起的技术亚文化，近倾向于描述作为一种爱好的近年的御宅文化。又因2005年的电车男电视剧化等的媒体作品影响，这种印象被夸张化，即使当事人并不具有御宅族的特征，也会因为服装风格而被称为秋叶原系。

## 服装
秋叶原系作为对指服装风格，与其说是共通的文化样式，作为倾向某个方向的总称，不如说是指代一个大体的倾向，并没有特定的风格。但总的来说，脱离世间一般价值观倾向而显现出特定方向性的情况也不少。
1. ↑  FASHIONSNAP. . FASHIONSNAP [ファッションスナップ]. 2013-10-08  [2024-08-31]. （原始内容存档于2023-05-15） （日语）.